# Calprotectina
La calprotectina és una proteïna de la família S100 i està dividida en dues subunitats: la S100A8 i la S100A9. Té un pes molecular de 36,5kDa. Aquesta proteïna té la capacitat d’unir-se a metalls com el ferro i el zinc quan es troba en presència de calci. La calprotectina és secretada durant processos d’inflamació, ja que representa el 60% de les proteïnes solubles en el citosol dels neutròfils. D’aquesta manera la quantitat de calprotectina reflecteix el nombre de neutròfils presents en la inflamació.
La mesura d’aquesta proteïna en la femta resulta molt útil per a identificar casos de malalties inflamatòries intestinals (MII) com la malaltia de Crohn i la colitis ulcerosa.

## Història
La calprotectina, anomenada inicialment proteïna L1, va ser descoberta l'any 1980 en neutròfils i en fagòcits mononuclears. El 1988 va ser anomenada Calprotectina per primera vegada pel fet que és una proteïna que es vincula al Ca2+ i també per la seva activitat antimicòtica contra Candida albicans.

## Estructura

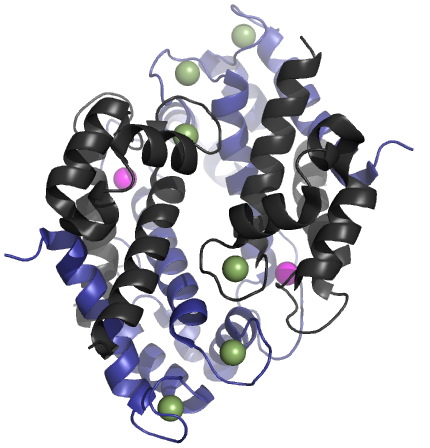
Dos dímers de S100A8-S100A9. Les cadenes grises representen S100A8 i les blaves S100A9. Les esferes porpores representen Mn^{2+} i les verdes Ca^{2+}.

La calprotectina és una proteïna d'estructura secundària amb dues subunitats (heterodimer): una de pes baix (MRP8, 8 kDa) i una de pes gran (MRP14, 14 KDa), provinents dels gens S100A8 (11kDa) i S100A9 (13kDa) del tipus mà EF, que es troben al cromosoma 1q21 en humans i en el cromosoma 3 en ratolins. MRP8 és la subunitat activa i MRP14 evita la degradació prematura de MRP8. En els humans, el gen S100A8 està compost per 93 aminoàcids i S100A9 per 113. S100A8 i la S100A9 consisteixen en dos motius de α-helix (‘EF hand helix–loop–helix’) permetent la unió al calci i la formació de complexos de calprotectina. La calprotectina pot existir en dues formes diferents en els humans: com un heterodímer (αβ) o un heterotetràmer (α2β2) que provenen de S100A8 (α) and S100A9 (β).
Unió a metalls
Cada cadena té la capacitat d'unir-se a dos ions de calci i un de zinc. Aquesta unió al calci permet canvis en la conformació de la proteïna: quan està saturat de calci, es podrà unir a altres proteïnes. En la presència de calci, també pot formar complexos no covalents i tetrameritzar en forma d'un heterotetràmer (S100A8/S100A9)₂, i això li dona resistència a la proteolisi. La calprotectina té la capacitat d'unir-se a quatre ions de calci per dímer i vuit per tetramer. Les unions de zinc són possibles gràcies al motiu His-X-X-X-His, que serà el responsable de la seva capacitat antibiòtica perquè altera el creixement bacterià mitjançant la quelació del zinc i el magnesi.
Motius d'histidina i unió a metalls de transició
La calprotectina conté dos llocs d'unió a metalls essencials per la seva funció. El primer lloc presenta un motiu His₃Asp format per His83 i His87 (lligands d'histidina) provinents de S100A8 i His20 i Asp30 (lligands d'histidina i àcid aspàrtic) provinents de S100A9. Té molta afinitat amb el Zn2+ i poca pel Mn2+.
El segon lloc és ric en histidina, pot unir metalls gràcies a un motiu de tetrahistidina (His4), tot i que més endavant s'ha vist que també pot ser hexahistidina (His6). El motiu de tetrahistidina està compost per His17 i His27 de S100A8 i His91 i His95 de S100A9. El motiu d'hexahistidina està compost per His103 i His105 que provenen de l'extrem C-terminal de S100A9. Té alta afinitat amb el Mn2+ i Zn2+, però termodinàmicament té preferència pel Zn2+. Aquest lloc és essencial per l'activitat antibacteriana.
La calprotectina té afinitat majoritàriament amb Ca2+, Mn2+ i Zn2+, tot i que també s'uneix a altres metalls de transició.

## Funció
És un complex proteic citosòlic involucrat en molts processos fisiològics com la diferenciació cel·lular, regulació del sistema immunitari, l'apoptosi i la inflamació. Per tant, els gens S100A8 iS100A9 seran expressats per cèl·lules del sistema immunitari com cèl·lules dendrítiques i macròfags activats o en cèl·lules epitelials com els queratinòcits epitelials i cèl·lules epitelials escatosses.
Polimerització de la tubulina

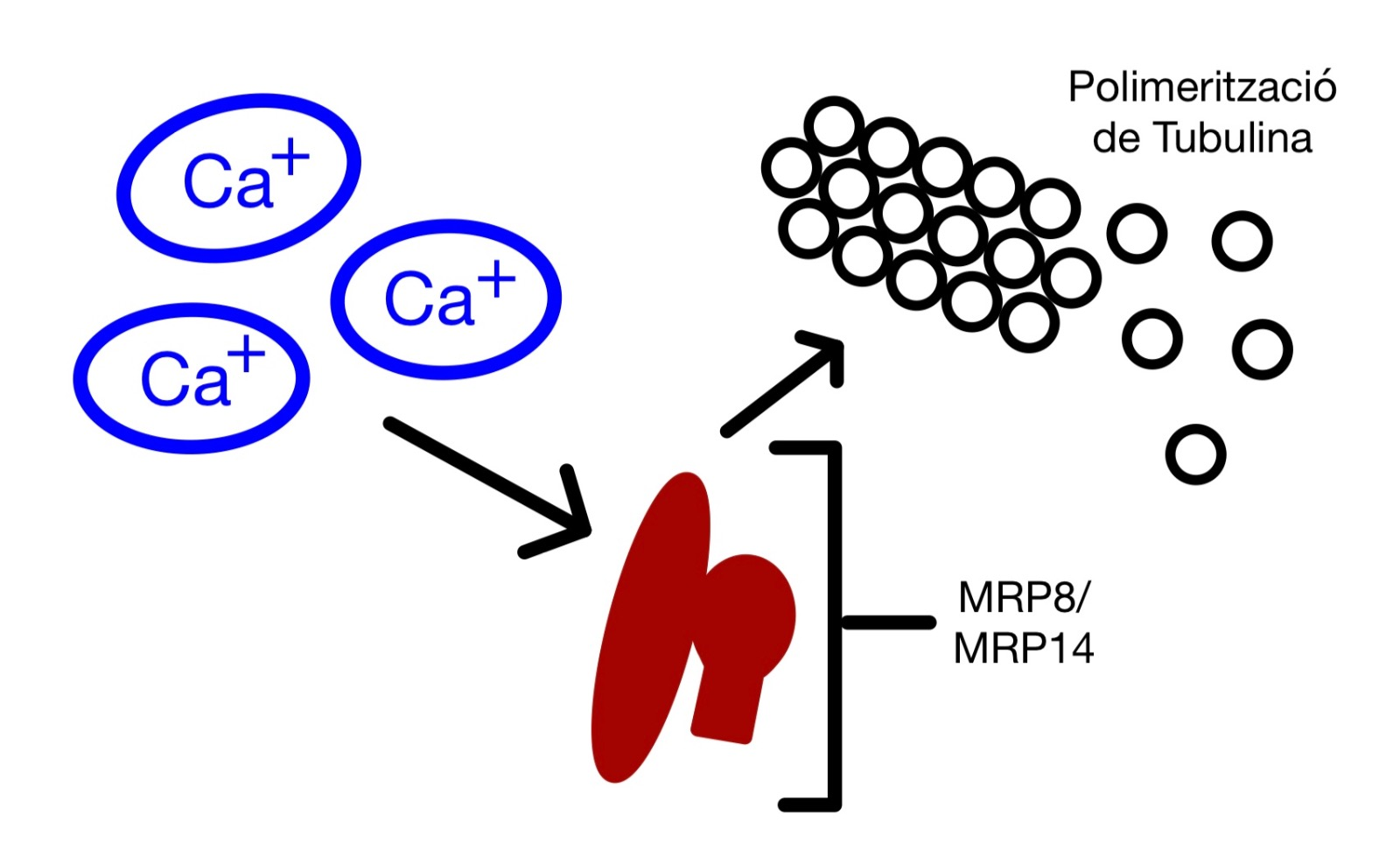
En presència de calci, les subunitats de calprotectina formen un complex MRP8/MRP14 i es transloquen a la membrana cel·lular per promoure la polimerització de la tubulina.

També se sap que la calprotectina participa en la síntesi del citoesquelet. Les subunitats MRP8 i MRP14 es reorganitzen en tetràmers en presència d'elevades concentracions de calci. Això permet llavors que la proteïna es transloqui a la membrana cel·lular on es produeix la polimerització dels microtúbuls, un procés que promou el complex MRP8/MRP14. Això està regulat per la fosforilació de la subunitat MRP14 per l'enzim p38 proteïna quinasa activada per mitògens (MAPK).
Resposta inflamatòria
Es creu que la calprotectina indueix una resposta inflamatòria a les cèl·lules endotelials humanes mitjançant l'augment de la transcripció de citocines quimiotàctica proinflamatòria, a més de la disminució de l'expressió de proteïnes implicades en la unió cel·lular.
Apoptosi
La calprotectina és responsable de disminuir l'expressió de proteïnes antiapoptòtiques i, simultàniament, augmentar l'expressió de proteïnes proapoptòtiques a les cèl·lules canceroses. Per tant, la calprotectina està molt sovint present en la resposta al càncer humà i es pot utilitzar com a marcador per al diagnòstic.

## Utilitat diagnòstica
La calprotectina és utilitzada per detectar inflamació a l'intestí amb una alta sensibilitat i és utilitzada per a monitorar pacients de malalties inflamatòries intestinals.
Els nivells de calprotectina s'eleven en processos inflamatoris correlacionant-se amb els nivells de neutròfils a la sang i altres paràmetres de fase aguda serològics com són la proteïna C reactiva (PCR) i la velocitat de sedimentació globular (VSG). La presència de calprotectina a la femta, anomenada calprotectina fecal (CF), és directament proporcional a la migració dels neutròfils cap al tracte intestinal. La quantificació es fa mitjançant una tècnica d'ELISA, senzilla i de baix cost, amb la qual s'obtenen uns valors que es consideren normals si són menors de 50 μg/g. Es necessita una única mostra de femta de poca quantitat, al voltant d'uns 10 g, per determinar aquest marcador de manera fiable. També recentment s'han desenvolupat procediments de mesura basats en immunoturbidimetria de làtex, que es poden realitzar en analitzadors estàndard de bioquímica clínica.

#### Diagnòstic de la MII
El diagnòstic d'aquesta patologia es basa en la combinació d'una sèrie de dades clíniques, analítiques, radiològiques, endoscòpiques i histològiques. Els símptomes clínics són inespecífics i solen estar presents en altres trastorns orgànics i en patologies funcionals com la síndrome d'intestí irritable (SII). La calprotectina fecal és útil per diagnosticar la MII distingint-la del SII, essent una eina amb prou exactitud per detectar pacients amb símptomes gastrointestinals que podrien patir una MII, previ a la realització d’una colonoscòpia o de proves radiològiques com TAC o RMN.

#### Detecció d'activitat inflamatòria a la MII
La identificació de l'activitat inflamatòria és fonamental en els pacients amb MII. L'avaluació dels símptomes clínics no ha demostrat ser una eina útil per detectar de manera precisa la presència d'inflamació. La colonoscòpia amb presa de biòpsies es considera la prova "gold standard" per valorar la presència d'inflamació intestinal, però té els inconvenients de ser una prova invasiva, amb alt cost, disponibilitat limitada i risc de complicacions. En general, els nivells de CF presenten una elevada correlació amb les troballes endoscòpiques, i és considerat un paràmetre indirecte amb gran precisió per establir la curació mucosa a la MII. A més, pot ser un biomarcador útil per detectar l'activitat inflamatòria residual en pacients asimptomàtics i pot optimitzar el tractament en aquests pacients per aconseguir l'objectiu d'assolir la curació de la mucosa.

#### Valoració de la curació de la mucosa i la resposta al tractament a la MII
Actualment, hi ha una creixent evidència que els pacients que aconsegueixen assolir la curació de la mucosa presenten un curs més favorable en la MII. S'ha demostrat que la normalització de la concentració de CF es correspon amb assolir la curació de la mucosa confirmada per colonoscòpia. Una altra de les utilitats que presenta la CF és el monitoratge de la resposta als tractaments podent així valorar-se'n l'eficàcia.

#### Predicció de la remissió clínica a la MII
El curs natural de la MII és impredictible, encara que típicament es caracteritza per presentar períodes de remissió que s'alternen amb períodes de recaiguda clínica en què s'agreuja la inflamació intestinal. Un nombre elevat de pacients amb MII en remissió clínica presenten algun grau d'inflamació residual a la mucosa intestinal. Aquests pacients es poden detectar observant que presenten nivells elevats de CF tot i estar en remissió clínica. La CF comença a augmentar les concentracions 4-6 mesos abans de la recaiguda clínica. Monitorar els nivells cada quatre mesos pot ser suficient per detectar l’elevació de la CF i actuar modificant el tractament abans que el pacient presenti una recaiguda clínica.